# La prima verità
La prima verità è un romanzo di Simona Vinci, vincitore del Premio Campiello 2016.
Pubblicato il 29 marzo 2016 da Einaudi Stile libero, è ambientato prevalentemente nell'isola greca di Leros e a Budrio, dove l'autrice vive.
Il romanzo è dedicato a Stefano Tassinari e al figlio dell'autrice.

## Storia editoriale
Il libro si è aggiudicato numerosi premi letterari: il Premio Campiello 2016; il Premio Libro dell'anno Fahrenheit Rai Radio 3 - Gruppi di lettura; il Premio Volponi - Letteratura ed impegno civile; il Premio Pozzale Luigi Russo; il Premio Città di Vigevano; il Premio Giovani Città di Omegna e il Premio Città di Siderno "Armando La Torre".

## Edizioni
- Simona Vinci, La prima verità, Einaudi, 2016, ISBN 9788806212681.